# El Céreo
El Céreo är en ort i Mexiko.   Den ligger i kommunen Contepec och delstaten Michoacán de Ocampo, i den sydöstra delen av landet, 120 km väster om huvudstaden Mexico City. El Céreo ligger 2 335 meter över havet och antalet invånare är 324.
Terrängen runt El Céreo är huvudsakligen kuperad, men västerut är den platt. Runt El Céreo är det ganska tätbefolkat, med 96 invånare per kvadratkilometer. Närmaste större samhälle är El Oro de Hidalgo, 13,4 km sydost om El Céreo. Trakten runt El Céreo består till största delen av jordbruksmark.